# 姆普隆古
08°46′S 31°08′E / 8.767°S 31.133°E

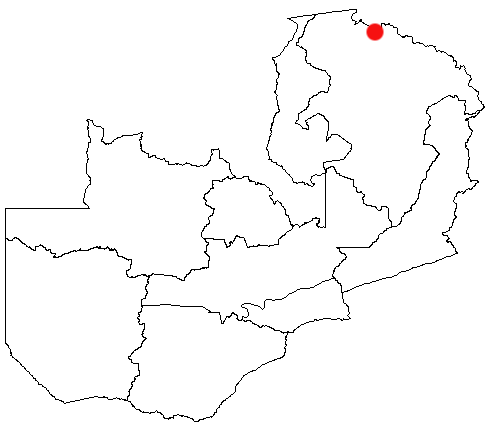

姆普隆古（英語：Mpulungu），是贊比亞的城鎮，位於該國北部，由北方省負責管轄，是姆普隆古縣的首府，處於坦干依喀湖南端，海拔高度788米，該鎮設有該國唯一的港口。